# Émile Laurens
Émile Laurens est un homme politique français né le 29 janvier 1884 à Réquista (Aveyron) et décédé le 16 juin 1940 à Blois (Loir-et-Cher). Mort pour la France.

## Biographie
Il est député radical du Loir-et-Cher de 1935 à 1940 et sera nommé sous-secrétaire d'état à la présidence du Conseil du 18 janvier au 13 mars 1938 dans le quatrième gouvernement Camille Chautemps.
En février 1940, Maurice Olivier, alors maire de Blois, démissionne de sa charge pour des raisons de santé ; est alors désigné en son remplacement Émile Laurens.
Il décède cependant dans les mois suivants, le 16 juin 1940, à la suite de l'attaque de l'armée allemande au début de la Seconde Guerre mondiale sur la ville et de leurs bombardements sur le quartier du Foix, où il résidait avec sa famille. Le maire en exercice succomba à ses blessures quelques heures plus tard.
Un odonyme lui rend aujourd'hui hommage dans le centre-ville de Blois, à l'ouest de la place de la Résistance.

## Sources
- « Émile Laurens », dans le Dictionnaire des parlementaires français (1889-1940), sous la direction de Jean Jolly, PUF, 1960 [détail de l’édition]